# Euphorbia mucronulata
Euphorbia mucronulata är en törelväxtart som först beskrevs av Jaroslav Ivanovic Yaroslav Ivanovich Prokhanov, och fick sitt nu gällande namn av Nikolai Vasilievich Pavlov. Euphorbia mucronulata ingår i släktet törlar, och familjen törelväxter. Inga underarter finns listade i Catalogue of Life.